# Maya Hazen
Ann Maya Hazen est une actrice japonaise naturalisée américaine, née le 28 juin 1978 à Tōkyō (Japon).

## Filmographie
- 2005 : 1/4life (TV) : Mia
- 2005 : Mon Comeback (The Comeback) (série TV) : Receptionist
- 2005 : I'm Not Gay : Not Asian
- 2005 : Six Months Later : Sarah
- 2006 : Shrooms : Lisa
- 2006 : The Loop (série TV) : Chindra
- 2006 : Fifty Pills : Bethany
- 2006 : Moonlight : Joy
- 2006 : Makaha Surf (série TV) : Sage Kapahea
- 2006 : Brothers & Sisters (série TV) : Amy Chang
- 2007 : Lucky You : Kelly
- 2008 : Spirits (Shutter) : Seiko
- 2009 : Mush : Lisa